# Filip IV. v rjavi in srebrni barvi
Filip IV. v rjavi in srebrni barvi ali Portret Filipa IV. (in občasno imenovan tudi Filip IV. Španski v rjavi in srebrni) je portret Filipa IV. Španskega, ki ga je naslikal Diego Velázquez. Včasih je znan kot Srebrni Filip in je zdaj v Narodni galeriji v Londonu. To je bil glavni portret Filipa, ki ga je naslikal Velázquez v 1630-ih, uporabljen kot model za številne delavniške različice.
Datum dela ni gotov – spletna stran Narodne galerije navaja 1631–32, medtem ko Carrassat navaja 1635 –, vendar je bil to vsekakor prvi portret, ki ga je umetnik ustvaril po svojem prvem potovanju v Italijo, saj je sprejel mehkejšo in bolj barvito paleto beneške šole. Obstaja nekaj dokazov, da je bil portret morda dokončan po več letih, kar je razlog za negotovost. V naravni velikosti se razlikuje od večine portretov Filipa IV., saj ga ne prikazuje v njegovem običajnem popolnoma črnem kostumu. Namesto tega ga prikazuje v rjavo-srebrno vezenem kostumu (tako je portret dobil ime), naslikanem z majhnimi hitrimi potezami, in z znakom reda zlatega runa na zlati verižici. Obstaja več pentimentov, ki natančno uglasijo kompozicijo. Podpis je na pismu, ki ga drži Filip, fiktivni prošnji slikarja njemu. To je znak pomena, ki ga je Velázquez pripisal delu, saj je podpisal le nekaj svojih slik.

## Izvor
Skoraj zagotovo je bila to slika, ki je bila na ogled v knjižnici v El Escorialu zunaj Madrida od sredine 17. stoletja do leta 1809, ko so jo odstranili na ukaz Josepha Bonaparteja, ki ga je njegov brat Napoleon Bonaparte postavil na španski prestol. Predstavil ga je generalu Desollu, kljub temu, da ga je državni uradnik prosil, naj predstavi manj pomembno delo. Desollova hči ga je po generalovi smrti prodala angleškemu zbiratelju Williamu Thomasu Beckfordu, po čigar smrti leta 1844 ga je podedoval njegov zet, 10. vojvoda Hamiltonski. Kupila jo je Narodna galerija za 6300 funtov na razprodaji palače Hamilton leta 1882, kar je bila zelo visoka cena za špansko sliko tistega časa.

## Polemika o čiščenju
Kenneth Clark, takratni direktor Narodne galerije, je leta 1936 nadziral čiščenje in restavriranje Srebrnega Filipa, kar je povzročilo veliko polemik. Clark je za čiščenje najel umetniškega restavratorja Helmuta Ruhemanna, čigar delo je Clark opisal kot »veliko bolj spretno in znanstveno [kot drugi restavratorji]«. Clarkov biograf, James Stourton, je opisal polemiko takratnih »čistilnih vojn«:
»Del težave je bilo v tem, da so akademiki mislili, da mora galerijo voditi umetnik (kot je bilo običajno) in ne umetnostni zgodovinar, in so dejansko uživali v prepirih. Slika, ki je vzbudila njihove občutke, je bil Velázquezov portret Filipa [IV], tako imenovani srebrni Filip, ki je pravkar prejel pozornost Ruhemanna. Daily Telegraph je sprožal polemiko s povabilom znanih umetnikov, da izrazijo svoje mnenje o tej temi. Kritiki so bili Alfred Munnings, William Nicholson in Frank Brangwyn, ki sta stare mojstre raje gledala skozi zlati sijaj razbarvanega laka in celo grozila z ustanovitvijo Društva za zaščito starih mojstrov. Veliko črnila je bilo prelitega o tem, ali so 'glazure' ali pa je bil z Velázqueza odstranjen lak. Clark je branil galerijo na strani s pismi v The Timesu, sir William Rothenstein pa je izrecno odobril 'Srebrnega Filipa'... Zadeva je brnela več kot eno leto.
Neil MacGregor, direktor Narodne galerije od leta 1981 do 1987, je priznal, da je bil Clark zasebno zaskrbljen zaradi restavriranja, in izjavil, da se je Clark »strašil, kaj bi lahko našli, če bi zlate tančice umazanije in laka kdaj odstranili«. Vendar pa je leta po polemiki Clark sam rekel: »Polemike glede čiščenja se mi ne zdijo pomembne. To so epidemije, ki se zgodijo približno vsakih petindvajset let.«
Slika je bila vključena na razstavo v Narodni galeriji leta 1947 z naslovom Razstava očiščenih slik in je bila prikazana poleg Filipa IV. Španskega (imenovanega tudi Filip IV., ko je bil starejši), drugega portreta Filipa IV., ki ga je ustvaril Velázquez.